# Abdoulaye Wade
Abdoulaye Wade (* 29. května 1926 Kébémer, Senegal) je bývalý prezident Senegalu.
Stejně jako většina senegalských intelektuálů získal vysokoškolské vzdělání ve Francii. Studoval v Paříži, Besançonu, Dijonu a Grenoblu. Získal doktorát z práva a ekonomických věd. Po návratu do Senegalu si otevřel právnickou firmu a také učil na dakarské universitě.
Jako konzultant pracoval pro Organizaci africké jednoty i Africkou rozvojovou banku.
Roku 1974 zakládá ilegálně Parti Démocratique Sénégalais (PDS – Senegalská demokratická strana). Po legalizaci jiných politických stran než vládnoucího Senegalského pokrokové svazu prezidenta Senghora čtyřikrát (v letech 1978, 1983, 1988 a 1993) neúspěšně kandidoval jako představitel opozice na nejvyšší státní funkci. Několikrát byl pod nejrůznějšími záminkami držen krátkodobě ve vazbě a často pobýval dobrovolně v zahraničním exilu.
Změny senegalské ústavy z března 1991 umožnily opozičním stranám participovat ve vládě. Wade se formálně stal ministrem, avšak v říjnu 1992 spolu s dalšími kolegy z PDS protestně vládu opustil, protože jako opoziční ministři byli z vládního procesu prakticky vyloučeni.
V prezidentských volbách roku 2000 ve druhém kole zvítězil nad úřadujícím prezidentem Abdou Dioufem a stal se třetím senegalským prezidentem a jeho francouzská žena první dámou Senegalu.
Během svého prvního funkčního období se mu podařilo úspěšně utlumit snahy o odštěpení jižní senegalské provincie Casamance – dohoda se separatisty byla podepsána v prosinci 2004. 
V březnu 2012 byl Wade v druhém kole prezidentských voleb poražen protikandidátem Macky Sallem, svým bývalým premiérem (2004–2007), který upadl v nemilost a v roce 2008 založil stranu Republikánská aliance.

## Vyznamenání
- velkokříž s řetězem Řádu bílé růže – Finsko, 2009[1]
- velkokříž Řádu svatého Karla – Monako, 9. listopadu 2009[2]
- velkokříž Řádu čestné legie – Francie
- velkokříž Národního řádu lva – Senegal
- komtur Řádu za zásluhy – Senegal